# Heinrich Weiss (Unternehmer)
Heinrich „Heiner“ Weiss (* 5. Juni 1942 in Berlin) ist ein deutscher Unternehmer und Manager. Er ist Hauptaktionär und Vorsitzender des Gesellschafterausschusses des Industriekonzerns SMS Group.
Er war bis zum 3. Mai 2017 Aufsichtsratsvorsitzender der SMS group Düsseldorf und von 1991 bis 1992 Präsident des Bundesverbandes der Deutschen Industrie.

## Leben
Heinrich Weiss wurde am 5. Juni 1942 in Berlin als Sohn von Bernhard Weiss geboren und wuchs in Hilchenbach, Kreis Siegen, auf. Er besuchte das Weidenauer Fürst-Johann-Moritz-Gymnasium, studierte Elektrotechnik an der TH München und schloss sein Studium 1968 als Dipl.-Ingenieur ab. Bereits im Alter von 26 Jahren wurde er von seinem Vater an die Spitze einer der Tochterfirmen des Familienunternehmens, die Siemag Transplan GmbH, beordert und sanierte sie erfolgreich. 1971 wurde er Vorsitzender der Geschäftsführung der Siemag.
Weiss nahm in den 1980er Jahren regelmäßig an Langstreckenrennen auf dem Nürburgring teil und startete 21-mal in der DTM. Er besitzt einen Pilotenschein für Düsenflugzeuge und fliegt häufig selbst zu Geschäftsterminen.
Er ist Mitglied der Corps Frisia Braunschweig und Saxo-Thuringia München, beides schlagende und farbentragende Studentenverbindungen.
Weiss ist geschieden und hat einen Sohn.

## Tätigkeit in der Wirtschaft
Weiss’ Urgroßvater Carl Eberhard Weiss gründete 1871 einen Schmiedebetrieb in Siegen. In den folgenden Jahren entwickelte sich hieraus eine Unternehmensgruppe, die den Namen Siemag (Siegener Maschinenbau AG) trug. Ab 1942 wurde sie von Weiss’ Vater  Bernhard geführt, der in den Nürnberger Kriegsverbrecherprozessen wegen seiner Tätigkeit für den Flick-Konzern verurteilt wurde. Nach dem Tod seines Vaters 1973 und der Fusion der Schloemann AG mit der Siemag rückte Heinrich Weiss 1974 als Vorstandsvorsitzender an die Spitze des Unternehmens und baute den Konzern SMS group auf.
Schon Anfang der 70er Jahre schloss er große Projekte in China ab und gilt als der Pionier der deutsch-chinesischen wirtschaftlichen Zusammenarbeit. Ende der 90er Jahre übernahm sein Unternehmen von der Mannesmanntochter Demag  die Metallurgie und benannte sich in SMS group um, die heute der größte Firmenverbund im Hütten- und Stahlanlagenbau der Welt ist.

## Posten und Ehrungen
1982 wurde Heinrich Weiss Vorsitzender des Arbeitskreises China der Deutschen Wirtschaft.  Am 1. Januar 1991 wurde er Nachfolger von Tyll Necker als Vorsitzender des Bundesverbandes der Deutschen Industrie (BDI), trat jedoch nach Querelen im Vorstand am 26. August 1992 zurück. Anschließend übernahm er den Vorsitz des Außenwirtschaftsbeirats beim Bundesminister für Wirtschaft. Außerdem gehörte er dem Vorstand des Ost-Ausschusses der Deutschen Wirtschaft an. Weiss war lange Zeit Mitglied im Präsidium der Deutschen Gesellschaft für Auswärtige Politik.
Er war Mitglied zahlreicher Aufsichtsräte von Großkonzernen, darunter Deutsche Bahn AG, Commerzbank AG, Hochtief AG, Bertelsmann AG, Bombardier Inc. und Voith AG.
2001 wurde ihm die Ehrendoktorwürde durch die RWTH Aachen verliehen. Im Juni 2013 erhielt er den russischen Orden der Ehre.

## Politisches Engagement
Weiss war Mitglied der CDU und von 1983 bis 1988 Bundesvorsitzender des CDU-Wirtschaftsrates. Später trat er aus der CDU wegen Zweifeln an der wirtschaftlichen Kompetenz der Partei aus. 2014 bezeichnete er die Alternative für Deutschland (AfD) als „wirtschafts- und finanzpolitisch die einzig wahre Oppositionspartei“, sie müsse sich jedoch von den Rechtspopulisten in ihren Reihen trennen. Im selben Jahr äußerte er, er sei kein Mitglied der AfD, unterstütze die Partei jedoch ideell und finanziell. Im November 2015 distanzierte er sich wieder von der AfD.